# Römisch-katholische Kirche in Südafrika
Die römisch-katholische Kirche in Südafrika ist Teil der weltweiten römisch-katholischen Kirche. 
In Südafrika sind circa 7 % der Gesamtbevölkerung Angehörige der katholischen Kirche, mithin leben dort 3,3 Millionen Katholiken. Davon sind circa 2,7 Millionen Angehörige schwarzafrikanischer ethnischer Gruppen, wie der Zulu, Xhosa und Sotho. Es gibt 26 Diözesen und Erzdiözesen sowie ein apostolisches Vikariat, die in der Bischofskonferenz von Südafrika (The Southern African Catholic Bishops Conference, SACBC) zusammengeschlossen sind. Vorsitzender der SACBC ist der Erzbischof von Johannesburg Buti Joseph Tlhagale OMI; Generalsekretärin seit 1. März 2012 ist Schwester Hermenegild Makoro CPS.
Vertreter des Heiligen Stuhls in Südafrika – der Apostolische Nuntius – ist seit April 2024 Erzbischof Henryk Mieczysław Jagodziński. Sein Amtsbereich umfasst neben Südafrika auch Botswana und Eswatini sowie Lesotho und Namibia.
Liturgiesprache ist neben Englisch auch Afrikaans.

## Bistümer
- Erzbistum Bloemfontein
  - Bistum Bethlehem
  - Bistum Keimoes-Upington
  - Bistum Kimberley
  - Bistum Kroonstad
- Erzbistum Kapstadt
  - Bistum Aliwal
  - Bistum De Aar
  - Bistum Oudtshoorn
  - Bistum Port Elizabeth
  - Bistum Queenstown
- Erzbistum Durban
  - Bistum Dundee
  - Bistum Eshowe
  - Bistum Kokstad
  - Bistum Mariannhill
  - Bistum Umtata
  - Bistum Umzimkulu
- Erzbistum Johannesburg
  - Bistum Klerksdorp
  - Bistum Manzini (Eswatini)
  - Bistum Witbank
- Erzbistum Pretoria
  - Bistum Francistown (Botswana)
  - Bistum Gaborone (Botswana)
  - Bistum Polokwane
  - Bistum Rustenburg
  - Bistum Tzaneen
- Immediat:
  - Apostolisches Vikariat Ingwavuma
  - Südafrikanisches Militärordinariat

## Theologische Fakultäten
Folgende theologische Fakultäten wurden in Südafrika eingerichtet:
- St Augustine College of South Africa, Linden
- St Joseph’s Theological Institute, Hilton College, Hilton (Provinz KwaZulu-Natal)
- Seminaries St Francis Xavier Seminary, Glosderry (Provinz Westkap)
- St John Vianney Seminary, Groenkloof bei Pretoria
- Theologische Fakultät an der Universität Stellenbosch, Matieland (Provinz Westkap)
- Fakultät für Theologie und Religion an der Universität von KwaZulu-Natal, Scottsville (Provinz KwaZulu-Natal)
- Theologische Fakultät an der Universität Pretoria, Pretoria
- Fakultät für Theologie und Bibelwissenschaften an der Universität von Südafrika (UNISA), Pretoria
- Theological Education by Extension College (TEEC), Turffontein bei Johannesburg

## Sonstiges
Die „Herz-Jesu-Abtei Inkamana“, eine am 3. August 1922 als Missionsstation durch Bischof Thomas Spreiter OSB gegründete Missionsbenediktinerabtei in Vryheid (Provinz KwaZulu-Natal), gehört zur Benediktinerkongregation von St. Ottilien.